# ANP32D
ANP32D‏ (Acidic nuclear phosphoprotein 32 family member D) هوَ بروتين يُشَفر بواسطة جين ANP32D في الإنسان.